# Coupe d'Allemagne de football 2016-2017
Navigation
Édition précédente Édition suivante
La Coupe d'Allemagne de football 2016-2017 est la 74e édition de la Coupe d'Allemagne de football (DFB-Pokal) dont le tenant du titre est le Bayern Munich.
Le vainqueur reçoit une place pour la phase de groupes de la Ligue Europa 2017-2018, dans la mesure où il n'est pas qualifié pour la Ligue des champions par l'intermédiaire des quatre premières places du championnat. Dans ce cas, la place reviendrait au club classé sixième du championnat.
La compétition débute avec le premier tour le 19 août 2016 et se clôt par la finale, le 27 mai 2017, à l'Olympiastadion Berlin.

## Calendrier
| Tour | Nom                 | Dates retenues                         | Équipes participantes | Équipes gagnantes |
| 1    | Premier tour        | Du 19 août 2016 au 22 août 2016        | 64                    | 32                |
| 2    | Deuxième tour       | Les 25 octobre 2016 et 26 octobre 2016 | 32                    | 16                |
| 3    | Huitièmes de finale | Les 7 février 2017 et 8 février 2017   | 16                    | 8                 |
| 4    | Quarts de finale    | Les 28 février 2017 et 1er mars 2017   | 8                     | 4                 |
| 5    | Demi-finale         | Les 25 avril 2017 et 26 avril 2017     | 4                     | 2                 |
| 6    | Finale              | Le 27 mai 2017                         | 2                     | 1                 |

## Clubs participants
| Par les championnats nationaux | Par les championnats nationaux | Par les championnats nationaux | Par les championnats nationaux | Par les championnats nationaux | Par les championnats nationaux | Par les championnats nationaux | Par les championnats nationaux | Par les championnats nationaux | Par les championnats nationaux | Par les championnats nationaux | Par les championnats nationaux |
| --- | --- | --- | --- | --- | --- | --- | --- | --- | --- | --- | --- |
| - 18 clubs de Bundesliga 2015-2016 : - Bayern Munich - VfL Wolfsbourg - Borussia Mönchengladbach - Bayer 04 Leverkusen - FC Augsbourg - FC Schalke 04 - Borussia Dortmund - TSG 1899 Hoffenheim - Eintracht Francfort - Werder Brême - FSV Mayence 05 - 1.FC Cologne - Hanovre 96 - VfB Stuttgart - Hertha Berlin - Hambourg SV - FC Ingolstadt 04 - SV Darmstadt 98 | - 18 clubs de Bundesliga 2015-2016 : - Bayern Munich - VfL Wolfsbourg - Borussia Mönchengladbach - Bayer 04 Leverkusen - FC Augsbourg - FC Schalke 04 - Borussia Dortmund - TSG 1899 Hoffenheim - Eintracht Francfort - Werder Brême - FSV Mayence 05 - 1.FC Cologne - Hanovre 96 - VfB Stuttgart - Hertha Berlin - Hambourg SV - FC Ingolstadt 04 - SV Darmstadt 98 | - 18 clubs de Bundesliga 2015-2016 : - Bayern Munich - VfL Wolfsbourg - Borussia Mönchengladbach - Bayer 04 Leverkusen - FC Augsbourg - FC Schalke 04 - Borussia Dortmund - TSG 1899 Hoffenheim - Eintracht Francfort - Werder Brême - FSV Mayence 05 - 1.FC Cologne - Hanovre 96 - VfB Stuttgart - Hertha Berlin - Hambourg SV - FC Ingolstadt 04 - SV Darmstadt 98 | - 18 clubs de Bundesliga 2015-2016 : - Bayern Munich - VfL Wolfsbourg - Borussia Mönchengladbach - Bayer 04 Leverkusen - FC Augsbourg - FC Schalke 04 - Borussia Dortmund - TSG 1899 Hoffenheim - Eintracht Francfort - Werder Brême - FSV Mayence 05 - 1.FC Cologne - Hanovre 96 - VfB Stuttgart - Hertha Berlin - Hambourg SV - FC Ingolstadt 04 - SV Darmstadt 98 | - 18 clubs de 2. Bundesliga 2015-2016 : - SC Paderborn 07 - SC Fribourg - Karlsruhe SC - FC Kaiserslautern - RB Leipzig - Eintracht Braunschweig - 1.FC Union Berlin - 1.FC Heidenheim 1846 - 1.FC Nuremberg - Fortuna Düsseldorf - VfL Bochum - SV Sandhausen - FSV Francfort - SpVgg Greuther Fürth - FC Sankt Pauli - TSV 1860 Munich - MSV Duisbourg - Arminia Bielefeld | - 18 clubs de 2. Bundesliga 2015-2016 : - SC Paderborn 07 - SC Fribourg - Karlsruhe SC - FC Kaiserslautern - RB Leipzig - Eintracht Braunschweig - 1.FC Union Berlin - 1.FC Heidenheim 1846 - 1.FC Nuremberg - Fortuna Düsseldorf - VfL Bochum - SV Sandhausen - FSV Francfort - SpVgg Greuther Fürth - FC Sankt Pauli - TSV 1860 Munich - MSV Duisbourg - Arminia Bielefeld | - 18 clubs de 2. Bundesliga 2015-2016 : - SC Paderborn 07 - SC Fribourg - Karlsruhe SC - FC Kaiserslautern - RB Leipzig - Eintracht Braunschweig - 1.FC Union Berlin - 1.FC Heidenheim 1846 - 1.FC Nuremberg - Fortuna Düsseldorf - VfL Bochum - SV Sandhausen - FSV Francfort - SpVgg Greuther Fürth - FC Sankt Pauli - TSV 1860 Munich - MSV Duisbourg - Arminia Bielefeld | - 18 clubs de 2. Bundesliga 2015-2016 : - SC Paderborn 07 - SC Fribourg - Karlsruhe SC - FC Kaiserslautern - RB Leipzig - Eintracht Braunschweig - 1.FC Union Berlin - 1.FC Heidenheim 1846 - 1.FC Nuremberg - Fortuna Düsseldorf - VfL Bochum - SV Sandhausen - FSV Francfort - SpVgg Greuther Fürth - FC Sankt Pauli - TSV 1860 Munich - MSV Duisbourg - Arminia Bielefeld | - 4 premiers de 3. Liga 2015-2016 : - Dynamo Dresde - FC Erzgebirge Aue - FC Würzburger Kickers - 1. FC Magdebourg | - 4 premiers de 3. Liga 2015-2016 : - Dynamo Dresde - FC Erzgebirge Aue - FC Würzburger Kickers - 1. FC Magdebourg | - 4 premiers de 3. Liga 2015-2016 : - Dynamo Dresde - FC Erzgebirge Aue - FC Würzburger Kickers - 1. FC Magdebourg | - 4 premiers de 3. Liga 2015-2016 : - Dynamo Dresde - FC Erzgebirge Aue - FC Würzburger Kickers - 1. FC Magdebourg |
| Par les 21 ligues régionales | | | | | | | | | | | |
| - FC-Astoria Walldorf Vainqueur de la coupe du pays de Bade 2015-2016 - SpVgg Unterhaching Finaliste de la coupe du pays de Bavière 2015-2016 - SSV Jahn Ratisbonne Champion de Regionalliga Bavière 2015-2016 - BFC Preussen Vainqueur de la coupe de Berlin 2015-2016 - SV Babelsberg 03 Vainqueur de la coupe de Brandebourg 2015-2016 - Bremer SV Vainqueur de la coupe de Brême 2015-2016 - Eintracht Norderstedt Vainqueur de la coupe de Hambourg 2015-2016 - Kickers Offenbach Vainqueur de la coupe de Hesse 2015-2016 - FC Hansa Rostock Vainqueur de la coupe de Mecklembourg-Poméranie-Occidentale 2015-2016 - FC Viktoria Cologne 1904 Vainqueur de la coupe du Rhin moyen 2015-2016 - Rot-Weiss Essen Vainqueur de la coupe du bas Rhin 2015-2016 - SV Drochtersen/Assel Vainqueur de la coupe de Basse-Saxe 2015-2016 | - FC-Astoria Walldorf Vainqueur de la coupe du pays de Bade 2015-2016 - SpVgg Unterhaching Finaliste de la coupe du pays de Bavière 2015-2016 - SSV Jahn Ratisbonne Champion de Regionalliga Bavière 2015-2016 - BFC Preussen Vainqueur de la coupe de Berlin 2015-2016 - SV Babelsberg 03 Vainqueur de la coupe de Brandebourg 2015-2016 - Bremer SV Vainqueur de la coupe de Brême 2015-2016 - Eintracht Norderstedt Vainqueur de la coupe de Hambourg 2015-2016 - Kickers Offenbach Vainqueur de la coupe de Hesse 2015-2016 - FC Hansa Rostock Vainqueur de la coupe de Mecklembourg-Poméranie-Occidentale 2015-2016 - FC Viktoria Cologne 1904 Vainqueur de la coupe du Rhin moyen 2015-2016 - Rot-Weiss Essen Vainqueur de la coupe du bas Rhin 2015-2016 - SV Drochtersen/Assel Vainqueur de la coupe de Basse-Saxe 2015-2016 | - FC-Astoria Walldorf Vainqueur de la coupe du pays de Bade 2015-2016 - SpVgg Unterhaching Finaliste de la coupe du pays de Bavière 2015-2016 - SSV Jahn Ratisbonne Champion de Regionalliga Bavière 2015-2016 - BFC Preussen Vainqueur de la coupe de Berlin 2015-2016 - SV Babelsberg 03 Vainqueur de la coupe de Brandebourg 2015-2016 - Bremer SV Vainqueur de la coupe de Brême 2015-2016 - Eintracht Norderstedt Vainqueur de la coupe de Hambourg 2015-2016 - Kickers Offenbach Vainqueur de la coupe de Hesse 2015-2016 - FC Hansa Rostock Vainqueur de la coupe de Mecklembourg-Poméranie-Occidentale 2015-2016 - FC Viktoria Cologne 1904 Vainqueur de la coupe du Rhin moyen 2015-2016 - Rot-Weiss Essen Vainqueur de la coupe du bas Rhin 2015-2016 - SV Drochtersen/Assel Vainqueur de la coupe de Basse-Saxe 2015-2016 | - FC-Astoria Walldorf Vainqueur de la coupe du pays de Bade 2015-2016 - SpVgg Unterhaching Finaliste de la coupe du pays de Bavière 2015-2016 - SSV Jahn Ratisbonne Champion de Regionalliga Bavière 2015-2016 - BFC Preussen Vainqueur de la coupe de Berlin 2015-2016 - SV Babelsberg 03 Vainqueur de la coupe de Brandebourg 2015-2016 - Bremer SV Vainqueur de la coupe de Brême 2015-2016 - Eintracht Norderstedt Vainqueur de la coupe de Hambourg 2015-2016 - Kickers Offenbach Vainqueur de la coupe de Hesse 2015-2016 - FC Hansa Rostock Vainqueur de la coupe de Mecklembourg-Poméranie-Occidentale 2015-2016 - FC Viktoria Cologne 1904 Vainqueur de la coupe du Rhin moyen 2015-2016 - Rot-Weiss Essen Vainqueur de la coupe du bas Rhin 2015-2016 - SV Drochtersen/Assel Vainqueur de la coupe de Basse-Saxe 2015-2016 | - FC-Astoria Walldorf Vainqueur de la coupe du pays de Bade 2015-2016 - SpVgg Unterhaching Finaliste de la coupe du pays de Bavière 2015-2016 - SSV Jahn Ratisbonne Champion de Regionalliga Bavière 2015-2016 - BFC Preussen Vainqueur de la coupe de Berlin 2015-2016 - SV Babelsberg 03 Vainqueur de la coupe de Brandebourg 2015-2016 - Bremer SV Vainqueur de la coupe de Brême 2015-2016 - Eintracht Norderstedt Vainqueur de la coupe de Hambourg 2015-2016 - Kickers Offenbach Vainqueur de la coupe de Hesse 2015-2016 - FC Hansa Rostock Vainqueur de la coupe de Mecklembourg-Poméranie-Occidentale 2015-2016 - FC Viktoria Cologne 1904 Vainqueur de la coupe du Rhin moyen 2015-2016 - Rot-Weiss Essen Vainqueur de la coupe du bas Rhin 2015-2016 - SV Drochtersen/Assel Vainqueur de la coupe de Basse-Saxe 2015-2016 | - FC-Astoria Walldorf Vainqueur de la coupe du pays de Bade 2015-2016 - SpVgg Unterhaching Finaliste de la coupe du pays de Bavière 2015-2016 - SSV Jahn Ratisbonne Champion de Regionalliga Bavière 2015-2016 - BFC Preussen Vainqueur de la coupe de Berlin 2015-2016 - SV Babelsberg 03 Vainqueur de la coupe de Brandebourg 2015-2016 - Bremer SV Vainqueur de la coupe de Brême 2015-2016 - Eintracht Norderstedt Vainqueur de la coupe de Hambourg 2015-2016 - Kickers Offenbach Vainqueur de la coupe de Hesse 2015-2016 - FC Hansa Rostock Vainqueur de la coupe de Mecklembourg-Poméranie-Occidentale 2015-2016 - FC Viktoria Cologne 1904 Vainqueur de la coupe du Rhin moyen 2015-2016 - Rot-Weiss Essen Vainqueur de la coupe du bas Rhin 2015-2016 - SV Drochtersen/Assel Vainqueur de la coupe de Basse-Saxe 2015-2016 | - 1. FC Germania Egestorf/Langreder Finaliste de la coupe de Basse-Saxe 2015-2016 - SV Eintracht Trèves 1905 Vainqueur de la coupe de Rhénanie 2015-2016 - FC Hombourg Vainqueur de la coupe de Sarre 2015-2016 - FSV Zwickau Vainqueur de la coupe de Saxe 2015-2016 - Hallescher FC Vainqueur de la coupe de Saxe-Anhalt 2015-2016 - VfB Lübeck Finaliste de la coupe du Schleswig-Holstein 2015-2016 - FC 08 Villingen Vainqueur de la coupe du pays de Bade du sud 2015-2016 - SC Hauenstein Vainqueur de la coupe du Sud-Ouest 2015-2016 - FC Carl Zeiss Iéna Vainqueur de la coupe de Thuringe 2015-2016 - Sportfreunde Lotte Champion de Regionalliga Ouest 2015-2016, - SG Wattenscheid 09 Vainqueur de la coupe de Westphalie 2015-2016 - FV Ravensburg Vainqueur de la coupe de Wurtemberg 2015-2016 | - 1. FC Germania Egestorf/Langreder Finaliste de la coupe de Basse-Saxe 2015-2016 - SV Eintracht Trèves 1905 Vainqueur de la coupe de Rhénanie 2015-2016 - FC Hombourg Vainqueur de la coupe de Sarre 2015-2016 - FSV Zwickau Vainqueur de la coupe de Saxe 2015-2016 - Hallescher FC Vainqueur de la coupe de Saxe-Anhalt 2015-2016 - VfB Lübeck Finaliste de la coupe du Schleswig-Holstein 2015-2016 - FC 08 Villingen Vainqueur de la coupe du pays de Bade du sud 2015-2016 - SC Hauenstein Vainqueur de la coupe du Sud-Ouest 2015-2016 - FC Carl Zeiss Iéna Vainqueur de la coupe de Thuringe 2015-2016 - Sportfreunde Lotte Champion de Regionalliga Ouest 2015-2016, - SG Wattenscheid 09 Vainqueur de la coupe de Westphalie 2015-2016 - FV Ravensburg Vainqueur de la coupe de Wurtemberg 2015-2016 | - 1. FC Germania Egestorf/Langreder Finaliste de la coupe de Basse-Saxe 2015-2016 - SV Eintracht Trèves 1905 Vainqueur de la coupe de Rhénanie 2015-2016 - FC Hombourg Vainqueur de la coupe de Sarre 2015-2016 - FSV Zwickau Vainqueur de la coupe de Saxe 2015-2016 - Hallescher FC Vainqueur de la coupe de Saxe-Anhalt 2015-2016 - VfB Lübeck Finaliste de la coupe du Schleswig-Holstein 2015-2016 - FC 08 Villingen Vainqueur de la coupe du pays de Bade du sud 2015-2016 - SC Hauenstein Vainqueur de la coupe du Sud-Ouest 2015-2016 - FC Carl Zeiss Iéna Vainqueur de la coupe de Thuringe 2015-2016 - Sportfreunde Lotte Champion de Regionalliga Ouest 2015-2016, - SG Wattenscheid 09 Vainqueur de la coupe de Westphalie 2015-2016 - FV Ravensburg Vainqueur de la coupe de Wurtemberg 2015-2016 | - 1. FC Germania Egestorf/Langreder Finaliste de la coupe de Basse-Saxe 2015-2016 - SV Eintracht Trèves 1905 Vainqueur de la coupe de Rhénanie 2015-2016 - FC Hombourg Vainqueur de la coupe de Sarre 2015-2016 - FSV Zwickau Vainqueur de la coupe de Saxe 2015-2016 - Hallescher FC Vainqueur de la coupe de Saxe-Anhalt 2015-2016 - VfB Lübeck Finaliste de la coupe du Schleswig-Holstein 2015-2016 - FC 08 Villingen Vainqueur de la coupe du pays de Bade du sud 2015-2016 - SC Hauenstein Vainqueur de la coupe du Sud-Ouest 2015-2016 - FC Carl Zeiss Iéna Vainqueur de la coupe de Thuringe 2015-2016 - Sportfreunde Lotte Champion de Regionalliga Ouest 2015-2016, - SG Wattenscheid 09 Vainqueur de la coupe de Westphalie 2015-2016 - FV Ravensburg Vainqueur de la coupe de Wurtemberg 2015-2016 | - 1. FC Germania Egestorf/Langreder Finaliste de la coupe de Basse-Saxe 2015-2016 - SV Eintracht Trèves 1905 Vainqueur de la coupe de Rhénanie 2015-2016 - FC Hombourg Vainqueur de la coupe de Sarre 2015-2016 - FSV Zwickau Vainqueur de la coupe de Saxe 2015-2016 - Hallescher FC Vainqueur de la coupe de Saxe-Anhalt 2015-2016 - VfB Lübeck Finaliste de la coupe du Schleswig-Holstein 2015-2016 - FC 08 Villingen Vainqueur de la coupe du pays de Bade du sud 2015-2016 - SC Hauenstein Vainqueur de la coupe du Sud-Ouest 2015-2016 - FC Carl Zeiss Iéna Vainqueur de la coupe de Thuringe 2015-2016 - Sportfreunde Lotte Champion de Regionalliga Ouest 2015-2016, - SG Wattenscheid 09 Vainqueur de la coupe de Westphalie 2015-2016 - FV Ravensburg Vainqueur de la coupe de Wurtemberg 2015-2016 | - 1. FC Germania Egestorf/Langreder Finaliste de la coupe de Basse-Saxe 2015-2016 - SV Eintracht Trèves 1905 Vainqueur de la coupe de Rhénanie 2015-2016 - FC Hombourg Vainqueur de la coupe de Sarre 2015-2016 - FSV Zwickau Vainqueur de la coupe de Saxe 2015-2016 - Hallescher FC Vainqueur de la coupe de Saxe-Anhalt 2015-2016 - VfB Lübeck Finaliste de la coupe du Schleswig-Holstein 2015-2016 - FC 08 Villingen Vainqueur de la coupe du pays de Bade du sud 2015-2016 - SC Hauenstein Vainqueur de la coupe du Sud-Ouest 2015-2016 - FC Carl Zeiss Iéna Vainqueur de la coupe de Thuringe 2015-2016 - Sportfreunde Lotte Champion de Regionalliga Ouest 2015-2016, - SG Wattenscheid 09 Vainqueur de la coupe de Westphalie 2015-2016 - FV Ravensburg Vainqueur de la coupe de Wurtemberg 2015-2016 |

## Résultats

### Premier tour
Le premier tour se déroule du 19 août 2016 au 22 août 2016.
| Club recevant                     | Score           | Club visiteur            |
| --------------------------------- | --------------- | ------------------------ |
| VfB Lübeck                        | 0 - 3           | FC St. Pauli             |
| FV Ravensbourg                    | 0 - 2           | FC Augsbourg             |
| FC Carl Zeiss Iena                | 0 - 5           | Bayern Munich            |
| SV Drochtersen/Assel              | 0 - 1           | Borussia Mönchengladbach |
| FC Würzburger Kickers             | 1 - 0 ap        | Eintracht Braunschweig   |
| SV Babelsberg 03                  | 0 - 4           | SC Fribourg              |
| FC Viktoria Cologne 1904          | 1 - 1 5 - 6 tab | 1.FC Nuremberg           |
| Rot-Weiss Essen                   | 2 - 2 4 - 5 tab | Arminia Bielefeld        |
| FC 08 Villingen                   | 1 - 4           | FC Schalke 04            |
| Dynamo Dresde                     | 2 - 2 5 - 4 tab | RB Leipzig               |
| BFC Preussen                      | 0 - 7           | 1.FC Cologne             |
| Hallescher FC                     | 3 - 3 4 - 3 tab | 1. FC Kaiserslautern     |
| TSV 1860 Munich                   | 2 - 1           | Karlsruher SC            |
| Hansa Rostock                     | 0 - 3           | Fortuna Düsseldorf       |
| FC Hombourg                       | 0 - 3           | VfB Stuttgart            |
| FSV Francfort                     | 1 - 2           | VfL Wolfsbourg           |
| Sportfreunde Lotte                | 2 - 1           | Werder Brême             |
| MSV Duisbourg                     | 1 - 2 ap        | 1.FC Union Berlin        |
| Eintracht Norderstedt             | 1 - 4           | SpVgg Greuther Fürth     |
| FC-Astoria Walldorf               | 4 - 3 ap        | VfL Bochum               |
| 1. FC Magdeburg                   | 1 - 1 3 - 4 tab | Eintracht Francfort      |
| SpVgg Unterhaching                | 3 - 3 2 - 4 tab | 1. FSV Mainz 05          |
| 1. FC Germania Egestorf/Langreder | 0 - 6           | TSG 1899 Hoffenheim      |
| SC Hauenstein                     | 1 - 2           | Bayer 04 Leverkusen      |
| Bremer SV                         | 0 - 7           | SV Darmstadt 98          |
| SG Wattenscheid 09                | 1 - 2           | 1. FC Heidenheim 1846    |
| SSV Jahn Ratisbonne               | 1 - 1 3 - 5 tab | Hertha BSC               |
| FC Erzgebirge Aue                 | 0 - 0 7 - 8 tab | FC Ingolstadt 04         |
| Kickers Offenbach                 | 2 - 3 ap        | Hannover 96              |
| FSV Zwickau                       | 0 - 1           | Hamburger SV             |
| SC Paderborn 07                   | 1 - 2           | SV Sandhausen            |
| SV Eintracht Trèves 1905          | 0 - 3           | Borussia Dortmund        |

### Deuxième tour
Le deuxième tour se déroule les 25 octobre 2016 et 26 octobre 2016.
| Club recevant            | Score              | Club visiteur         |
| ------------------------ | ------------------ | --------------------- |
| FC-Astoria Walldorf      | 1 - 0              | SV Darmstadt 98       |
| Hallescher FC            | 0 - 4              | Hambourg SV           |
| Sportfreunde Lotte       | 2 - 2 ap 4 - 3 tab | Bayer Leverkusen      |
| 1. FC Nuremberg          | 2 - 3              | FC Schalke 04         |
| Hannover 96              | 6 - 1              | Fortuna Düsseldorf    |
| SG Dynamo Dresde         | 0 - 1              | DSC Arminia Bielefeld |
| 1. FC Cologne            | 2 - 1 ap           | TSG 1899 Hoffenheim   |
| Bayern Munich            | 3 - 1              | FC Augsbourg          |
| Eintracht Francfort      | 0 - 0 ap 4 - 1 tab | FC Ingolstadt 04      |
| Borussia Dortmund        | 1 - 1 ap 3 - 0 tab | 1. FC Union Berlin    |
| SC Fribourg              | 3 - 3 ap 3 - 4 tab | SV Sandhausen         |
| 1. FC Heidenheim 1846    | 0 - 1              | VfL Wolfsbourg        |
| FC Sankt Pauli           | 0 - 2              | Hertha BSC Berlin     |
| Borussia Mönchengladbach | 2 - 0              | VfB Stuttgart         |
| SpVgg Greuther Fürth     | 2 - 1              | 1. FSV Mayence 05     |
| FC Würzburger Kickers    | 0 - 0 ap 3 - 4 tab | TSV 1860 Munich       |

### Huitièmes de finale
Les huitièmes de finale se déroulent les 7 février 2017 et 8 février 2017.
| Club recevant        | Score              | Club visiteur            |
| -------------------- | ------------------ | ------------------------ |
| Hambourg SV          | 2 - 0              | 1. FC Cologne            |
| FC-Astoria Walldorf  | 1 - 1 ap 4 - 5 tab | DSC Arminia Bielefeld    |
| SpVgg Greuther Fürth | 0 - 2              | Borussia Mönchengladbach |
| Bayern Munich        | 1 - 0              | VfL Wolfsbourg           |
| Sportfreunde Lotte   | 2 - 0              | TSV 1860 Munich          |
| SV Sandhausen        | 1 - 4              | FC Schalke 04            |
| Borussia Dortmund    | 1 - 1 ap 3 - 2 tab | Hertha BSC Berlin        |
| Hannover 96          | 1 - 2              | Eintracht Francfort      |

### Quarts de finale
Les quarts de finale se déroulent les 28 février 2017, 1er mars 2017 et 14 mars 2017.
| Club recevant       | Score | Club visiteur            |
| ------------------- | ----- | ------------------------ |
| Eintracht Francfort | 1 - 0 | DSC Arminia Bielefeld    |
| Sportfreunde Lotte  | 0 - 3 | Borussia Dortmund        |
| Hambourg SV         | 1 - 2 | Borussia Mönchengladbach |
| Bayern Munich       | 3 - 0 | FC Schalke 04            |

### Demi-finales
Les demi-finales se déroulent les 25 et 26 avril 2017.
| Club recevant            | Score           | Club visiteur       |
| ------------------------ | --------------- | ------------------- |
| Bayern Munich            | 2 - 3           | Borussia Dortmund   |
| Borussia Mönchengladbach | 1 - 1 6 - 7 tab | Eintracht Francfort |

### Finale
| 27 mai 2017 | Eintracht Francfort | 1 - 2   | Borussia Dortmund | Stade olympique de Berlin |                           |
| 20h00       |                     | (1 - 1) |                   | Arbitrage : Deniz Aytekin | Arbitrage : Deniz Aytekin |

| Eintracht Frankfurt | Borussia Dortmund |

| GK            | 1  | Lukas Hradecky       | 66e |     |
| RWB           | 22 | Timothy Chandler (c) |     | 72e |
| CB            | 15 | Michael Hector       |     |     |
| CB            | 19 | David Abraham        | 69e |     |
| CB            | 5  | Jesús Vallejo        |     |     |
| LWB           | 6  | Bastian Oczipka      |     |     |
| CM            | 25 | Slobodan Medojević   |     | 56e |
| CM            | 11 | Mijat Gaćinović      | 38e |     |
| RF            | 10 | Marco Fabián         |     | 79e |
| CF            | 9  | Haris Seferović      |     |     |
| LF            | 17 | Ante Rebić           | 87e |     |
| Remplaçants : |    |                      |     |     |
| GK            | 13 | Heinz Lindner        |     |     |
| DF            | 4  | Marco Russ           |     |     |
| DF            | 33 | Taleb Tawatha        |     | 56e |
| MF            | 28 | Aymen Barkok         |     |     |
| FW            | 7  | Danny Blum           |     | 79e |
| FW            | 14 | Alexander Meier      |     | 72e |
| FW            | 31 | Branimir Hrgota      |     |     |
| Entraineur :  |    |                      |     |     |
| Niko Kovač    |    |                      |     |     |

| GK            | 38 | Roman Bürki               |       |     |
| RWB           | 26 | Łukasz Piszczek           |       |     |
| CB            | 5  | Marc Bartra               |       | 76e |
| CB            | 25 | Sokratis Papastathopoulos |       |     |
| CB            | 29 | Marcel Schmelzer (c)      |       | 46e |
| LWB           | 13 | Raphaël Guerreiro         |       |     |
| CM            | 28 | Matthias Ginter           |       |     |
| AM            | 7  | Ousmane Dembélé           | 90+4e |     |
| AM            | 23 | Shinji Kagawa             |       |     |
| CF            | 17 | Pierre-Emerick Aubameyang |       |     |
| CF            | 11 | Marco Reus                |       | 46e |
| Remplaçants : |    |                           |       |     |
| GK            | 1  | Roman Weidenfeller        |       |     |
| DF            | 37 | Erik Durm                 |       | 76e |
| MF            | 6  | Sven Bender               |       |     |
| MF            | 18 | Sebastian Rode            |       |     |
| MF            | 21 | André Schürrle            |       |     |
| MF            | 22 | Christian Pulisic         |       | 46e |
| MF            | 27 | Gonzalo Castro            |       | 46e |
| Entraineur :  |    |                           |       |     |
| Thomas Tuchel |    |                           |       |     |

## Primes
Une augmentation des primes reversées aux participants de 53 à 64 millions d'euros est annoncée et se décompose ainsi:
| Tour atteint                     | Prime par équipe | Prime cumulée par équipe | Prime par tour   | Prime par tour cumulée |
| -------------------------------- | ---------------- | ------------------------ | ---------------- | ---------------------- |
| Premier tour (64 équipes)        | 0.155.000 €      | 0.155.000 €              | 0.9.920.000 €    | 0.9.920.000 €          |
| Deuxième tour (32 équipes)       | 0.310.000 €      | 0.465.000 €              | 0.9.920.000 €    | 19.840.000 €           |
| Huitièmes de finale (16 équipes) | 0.630.000 €      | 1.095.000 €              | 10.080.000 €     | 29.920.000 €           |
| Quarts de finale (8 équipes)     | 1.265.000 €      | 2.360.000 €              | 10.120.000 €     | 40.040.000 €           |
| Demi-finale (4 équipes)          | 2.550.000 €      | 4.910.000 €              | 10.200.000 €     | 50.240.000 €           |
| Finale (2 équipes)               | pas encore connu | pas encore connu         | pas encore connu | pas encore connu       |
| Vainqueur (1 équipe)             | pas encore connu | pas encore connu         | pas encore connu | 64.000.000 €           |